# Saint-Martin-le-Pin
Saint-Martin-le-Pin är en kommun i departementet Dordogne i regionen Nouvelle-Aquitaine i sydvästra Frankrike. Kommunen ligger i kantonen Nontron som tillhör arrondissementet Nontron. År 2022 hade Saint-Martin-le-Pin 273 invånare.

## Befolkningsutveckling
Antalet invånare i kommunen Saint-Martin-le-Pin
Referens:INSEE